# Daviesia reclinata
Daviesia reclinata är en ärtväxtart som beskrevs av George Bentham. Daviesia reclinata ingår i släktet Daviesia, och familjen ärtväxter. Inga underarter finns listade i Catalogue of Life.